# باشگاه فوتبال آذنفت‌یاغ باکو
باشگاه فوتبال آذنفت‌یاغ باکو (به لاتین: Azneftyağ Baku FK) یک باشگاه و تیم فوتبال پیشین در جمهوری آذربایجان است که در شهر باکو فعالیت داشت.